# 슐레스비히홀슈타인존더부르크글뤽스부르크 공녀 빅토리아 아델하이트
슐레스비히홀슈타인존더부르크글뤽스부르크 공녀 빅토리아 아델하이트, Viktoria Adelheid Helene Luise Marie Friederike, 1885년 12월 31일 ~ 1970년 10월 3일)는 작센코부르크고타 공작부인으로 카를 에두아르트 폰 작센코부르크고타 공작과 결혼하여 3남 2녀를 두었다. 

## 자녀
- 요한 레오폴트(1906~1972) 작센코부르크고타 세습 공자(귀천상혼으로 계승권 포기)
- 지빌라(1908~1972) 베스테르보텐 공작부인
- 후베르투스(1909~1943) 2차 세계대전에서 전사
- 카롤리네 마틸데(1912~1983)
- 프리드리히 요시아스(1918~1998) 작센코부르크고타 공가 당주위 계승